# Змінні типу BL Геркулеса
Змінні типу BL Геркулеса (CWB — за класифікацією GCVS та AAVSO) — підтип змінних зір, цефеїд ІІ типу, що мають період зміни яскравості менше 8 днів.

Ці зорі мають низьку яскравість та масу, часто демонструють «гулю» (bump) на відрізку падіння яскравості для зір з найкоротшими періодами та на відрізку зростання яскравості — для зір з довшими періодами. Як і інші цефеїди ІІ типу, змінні типу BL Геркулеса є дуже старими зорями II населення, які знаходять у галактичному гало та кулястих скупченнях. У порівнянні з іншими цефеїдами ІІ типу, вони мають коротші періоди та менш яскраві, ніж змінні типу W Діви. Змінні типу BL Геркулеса зазвичай на піку мають спектральний клас A та клас F — на мінімумі яскравості. Вони еволюціонують від горизонтального відгалуження до асимптотичного відгалуження. На діаграмі Герцшпрунга—Рассела розташовані між змінними типу W Діви та змінними типу RR Ліри. .
Зоря-прототип цього класу змінних — BL Геркулеса, змінює зоряну величину від 9,7 до 10,6 з періодом 1,3 дні.
Найяскравішими виявленими змінними цього типу (у максимумі) є: VY Компаса (7,7), V0553 Центавра (8,2), SW Тельця (9,3), RT Південного Трикутника (9,4), V0351 Цефея (9,5), BL Геркулеса (9,7), BD Кассіопеї (10,8) та UY Ерідана (10,9)[відсутнє в джерелі].